# David Ankeye
David Akpan Ankeye (Abuja, 22 maggio 2002) è un calciatore nigeriano, attaccante del Genoa.

## Carriera

### Inizi
Cresciuto in Nigeria tra le file del Sido's, nel 2021 si trasferisce per breve tempo all'Hammarby, formazione della massima serie svedese che lo aggrega alla sua squadra giovanile, militante nella terza serie nazionale. Conclusasi la sua esperienza svedese, torna nuovamente in Nigeria, rimandendo tra le file del Sido's fino al 2022.
Nell'ottobre del 2022, viene acquistato a titolo definitivo dalla formazione tunisina dell'Hammam Sousse, con cui disputa 15 partite nel campionato di massima serie nazionale.

### Sheriff Tiraspol
Il 6 luglio 2023, viene girato in prestito allo Sheriff Tiraspol, club della massima serie moldava. Con la squadra della Transnistria esordisce nelle competizioni europee per club. Il 1º dicembre 2023, lo Sheriff Tiraspol riscatta il giocatore per una somma di 300.000 euro.

### Genoa e prestito al Rapid Bucarest
Il 31 gennaio 2024 viene acquistato dal Genoa a titolo definitivo. Fa il suo esordio solamente il 17 marzo, nella gara pareggiata per 0-0 contro la Juventus.
Dopo avere trovato pochi spazio coi liguri, il 20 gennaio 2025 viene ceduto in prestito al Rapid Bucarest.

## Statistiche

### Presenze e reti nei club
Statistiche aggiornate al 20 gennaio 2025.
| Stagione        | Squadra          | Campionato      | Campionato | Campionato | Coppe nazionali | Coppe nazionali | Coppe nazionali | Coppe continentali | Coppe continentali | Coppe continentali | Altre coppe | Altre coppe | Altre coppe | Totale | Totale |
| Stagione        | Squadra          | Comp            | Pres       | Reti       | Comp            | Pres            | Reti            | Comp               | Pres               | Reti               | Comp        | Pres        | Reti        | Pres   | Reti   |
| --------------- | ---------------- | --------------- | ---------- | ---------- | --------------- | --------------- | --------------- | ------------------ | ------------------ | ------------------ | ----------- | ----------- | ----------- | ------ | ------ |
| 2021            | Hammarby TFF     | TD              | 10         | 0          | -               | -               | -               | -                  | -                  | -                  | -           | -           | -           | 10     | 0      |
| 2022-2023       | Hammam Sousse    | LP              | 7+8        | 2+5        | -               | -               | -               | -                  | -                  | -                  | -           | -           | -           | 15     | 7      |
| 2023-2024       | Sheriff Tiraspol | SL              | 13         | 5          | CM              | 0               | 0               | UCL+UEL            | 2+ 10              | 0+3                | -           | -           | -           | 25     | 8      |
| gen.-giu. 2024  | Genoa            | A               | 6          | 0          | -               | -               | -               | -                  | -                  | -                  | -           | -           | -           | 6      | 0      |
| 2024-gen. 2025  | Genoa            | A               | 4          | 0          | CI              | 1               | 0               | -                  | -                  | -                  | -           | -           | -           | 5      | 0      |
| Totale Genoa    | Totale Genoa     | Totale Genoa    | 10         | 0          |                 | 1               | 0               |                    | -                  | -                  |             | -           | -           | 11     | 0      |
| Totale carriera | Totale carriera  | Totale carriera | 47         | 12         |                 | 1               | 0               |                    | 12                 | 3                  |             | -           | -           | 60     | 15     |